# Fizessen, nagysád!
A Fizessen, nagysád! 1937-ben bemutatott fekete-fehér magyar romantikus, zenés vígjáték Kabos Gyula, Muráti Lili és Jávor Pál főszereplésével.

## Cselekmény
Fábry Ágoston malomtulajdonos, vezérigazgató sorra küldi el malomigazgatóit, mert azok rendre belebolondulnak Fábry úr csinos leányába, Zsuzsiba. Fábry úr felvesz egy újabb igazgatót, az Amerikában már tapasztalatot szerzett Szilágyi Pétert (Jávor Pál), de csak azzal a feltétellel, ha Szilágyi Péter a becsületszavát adja arra, hogy nem veszi feleségül Zsuzsit. Szilágyi betartja ígéretét, csak dolgozik, rá se néz a lányra, Zsuzsi azonban beleszeret a jóképű, tehetséges fiatalemberbe. Zsuzsi  mindent megtesz, hogy meghódítsa Szilágyit, s hogy az apja által kiszemelt gazdag kérőt elriassza.
Zsuzsi az eljegyzésén a papa által tervbe vett német vőlegény helyett Szilágyi Pétert csókolja meg. Fábry úr emiatt Szilágyit elbocsájtja, és később a lányát megpróbálja kiábrándítani belőle.
Péter perrel fenyegeti Zsuzsit, mert szerinte szándékosan túrták ki az állásából, és ezért anyagi kártérítést követel és az állásának visszaadását. 
Fábry úr azonban attól tart, hogy Zsuzsi továbbra is szerelmes Szilágyiba, ezért tornatanárával, Bukováccal furfangos tervet találnak ki. A két fiatalt összezárják egy kastélyban. Bukovác elmélete szerint ez vagy elváláshoz, vagy házassághoz fog vezetni, de a szerelemnek mindenképpen vége lesz. Fábry úr kompromittálva érzi a lányát, ezért feloldja Szilágyit a becsületszava alól. 
Így Bukovác elmélete igaznak bizonyul, mivel a történet házassággal végződik. Láthattuk időközben az érdekes ing-gombolást, és Fábry úr furcsa testedzési szokásait is.

## Szereplők
- Kabos Gyula – Fábry Ágoston, malomtulajdonos
- Muráti Lili – Fábry Zsuzsi (Fábry Ágoston leánya)
- Gombaszögi Ella – Poldi, házvezetőnő Fábryéknál
- Jávor Pál – Szilágyi Péter, mérnök, malomigazgató
- Latabár Kálmán – Bukovác Pál, tornatanár
- Peti Sándor – Domokos, irodaszolga
- Baróti József – id. Müller
- Dénes György – Müller
- Zala Karola – grófnő
- Dávid Mihály – a grófnő komornyikja
- Góth Sándor – ügyvéd
- Hollán Adrien – Margit